# 第四代薩默塞特公爵埃德蒙·博福特
埃德蒙·博福特（英語：Edmund Beaufort，約1438年—1471年5月6日），第四代薩默塞特公爵，第二代公爵的次子。

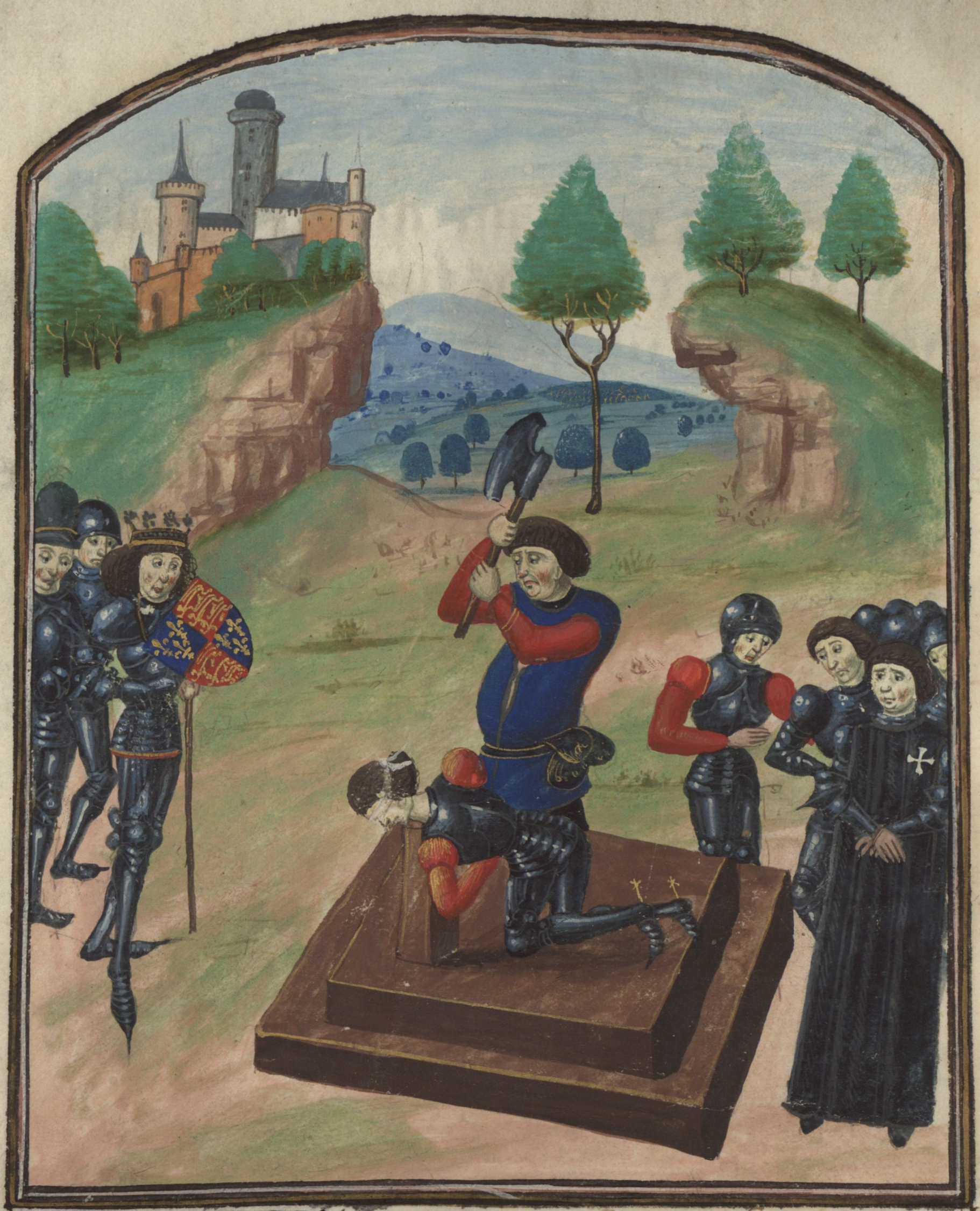
薩默塞特公爵被處刑，1471年

玫瑰戰爭期間，埃德蒙·博福特是蘭開斯特派的軍官，在其兄第三代萨默塞特公爵亨利败亡后自称继承爵位为第四代萨默塞特公爵，并不被约克王朝承认。1471年埃德蒙·博福特於蒂克斯伯里戰役中敗於約克軍，隨後被處刑。